# Lasioglossum reasbeckae
Lasioglossum reasbeckae (лат.) — вид одиночных пчёл рода Lasioglossum из семейства Halictidae. Назван в честь Connie Barbara Gibbs (née Reasbeck), матери автора первоописания.

## Распространение
Северная Америка: Канада, США.

## Описание
Мелкие пчёлы длиной около 6 мм. Самки от 6,16 до 6,53 мм. Голова и грудь золотисто-зелёные с  голубоватым металлическим отблеском; апикальная половина клипеуса черно-коричневая. Тегулы и ноги в основном коричневые. Длина переднего крыла самок 4,70—4,82 мм. В переднем крыле 3 субмаргинальные ячейки. Одиночные пчёлы, гнездятся в почве. Вид был впервые описан в 2010 году канадским энтомологом Джейсоном Гиббсом (Jason Gibbs, Йоркский университет, Department of Biology, Торонто, Канада) и отнесён к подроду Dialictus. Кормовые растения неизвестны.